# Loë (Adelsgeschlecht)

Stammwappen derer von Loë

Loë, auch Loe oder Loo (gesprochen „Loh“ oder auch „Lo-e“, aber niemals „Loé“), ist der Name eines alten westfälischen katholischen Adelsgeschlechts. Die Herren von Loë gehören zum Uradel im Vest Recklinghausen. Zweige der Familie bestehen bis heute.

## Geschichte

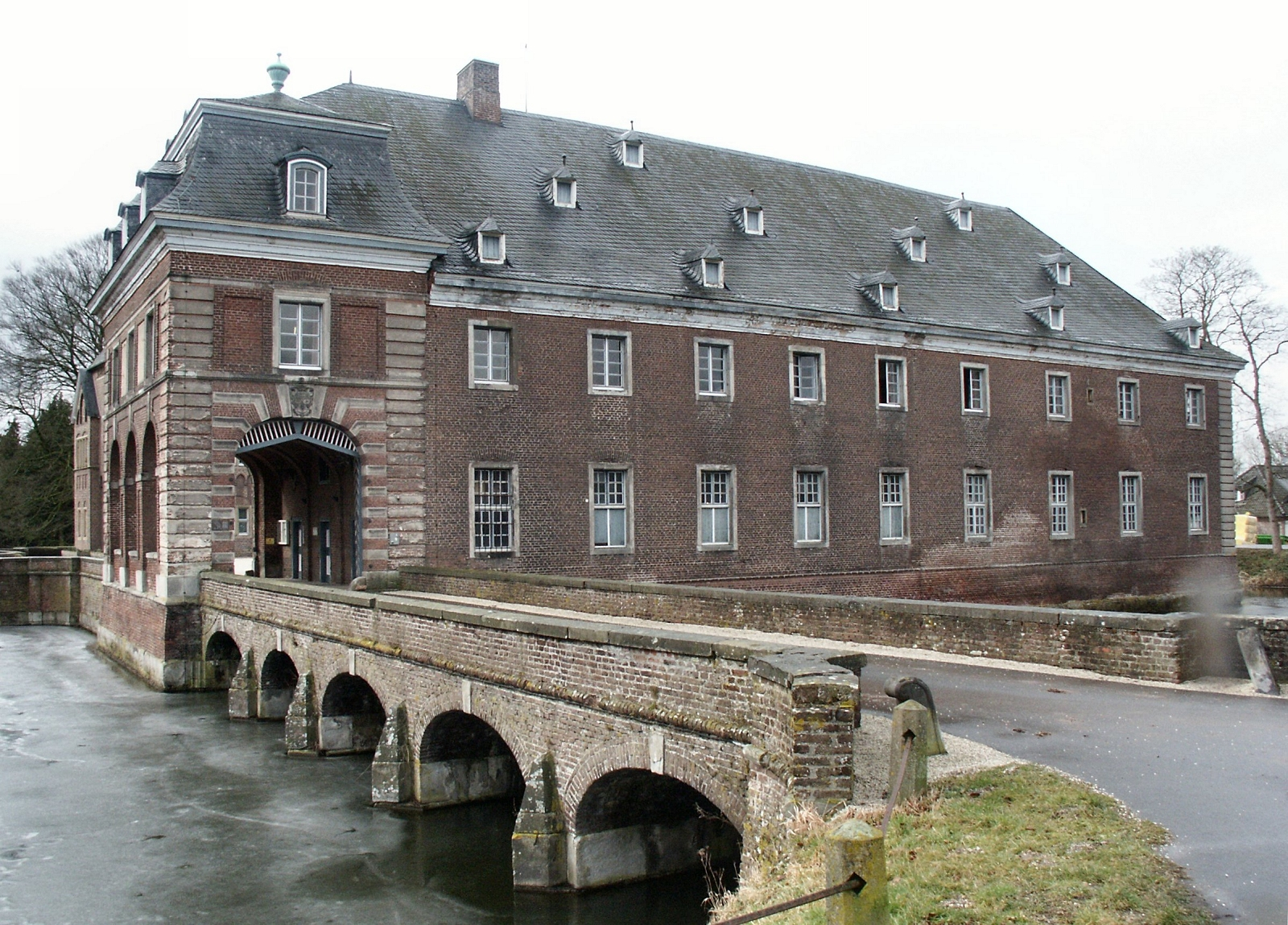
Schloss Wissen, seit 1461 im Besitz derer von Loë

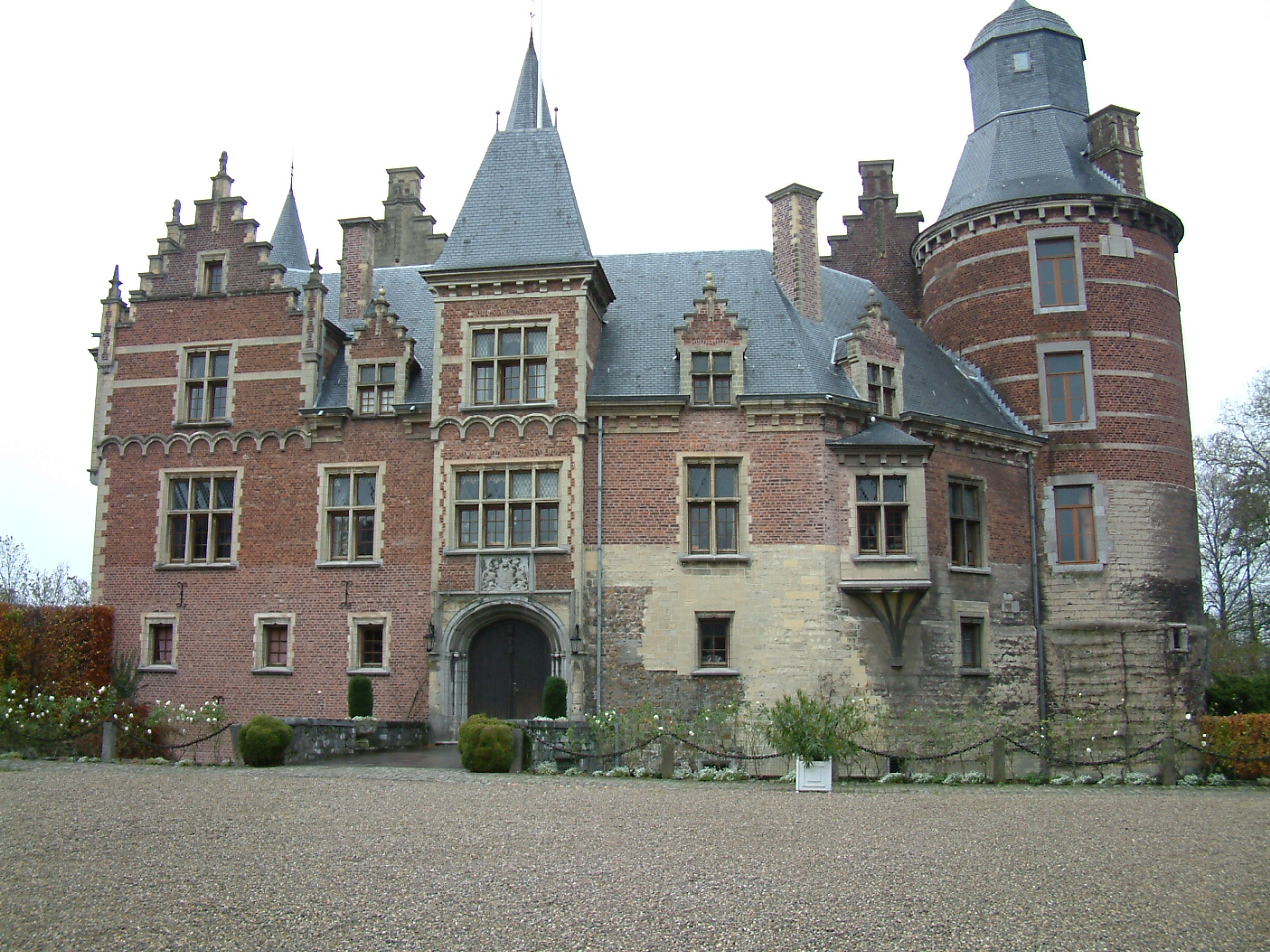
Kasteel van Mheer, Limburg, Niederlande, seit 1668 im Besitz derer von Loë

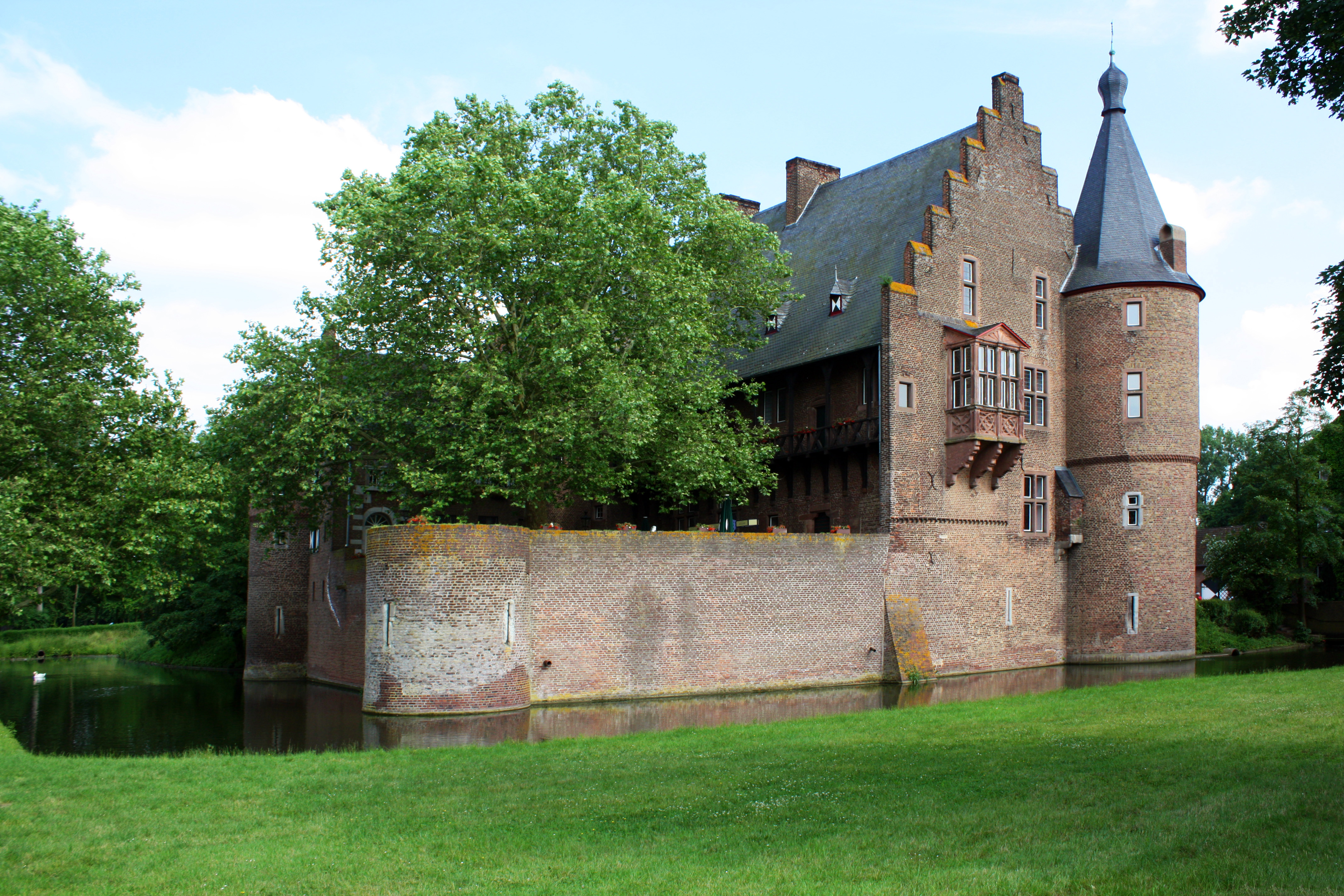
Burg Konradsheim, 1617–1938 im Besitz der Familie

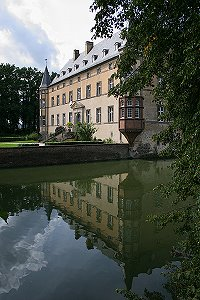
Burg Adendorf, ab 1815 bis heute in Familienbesitz

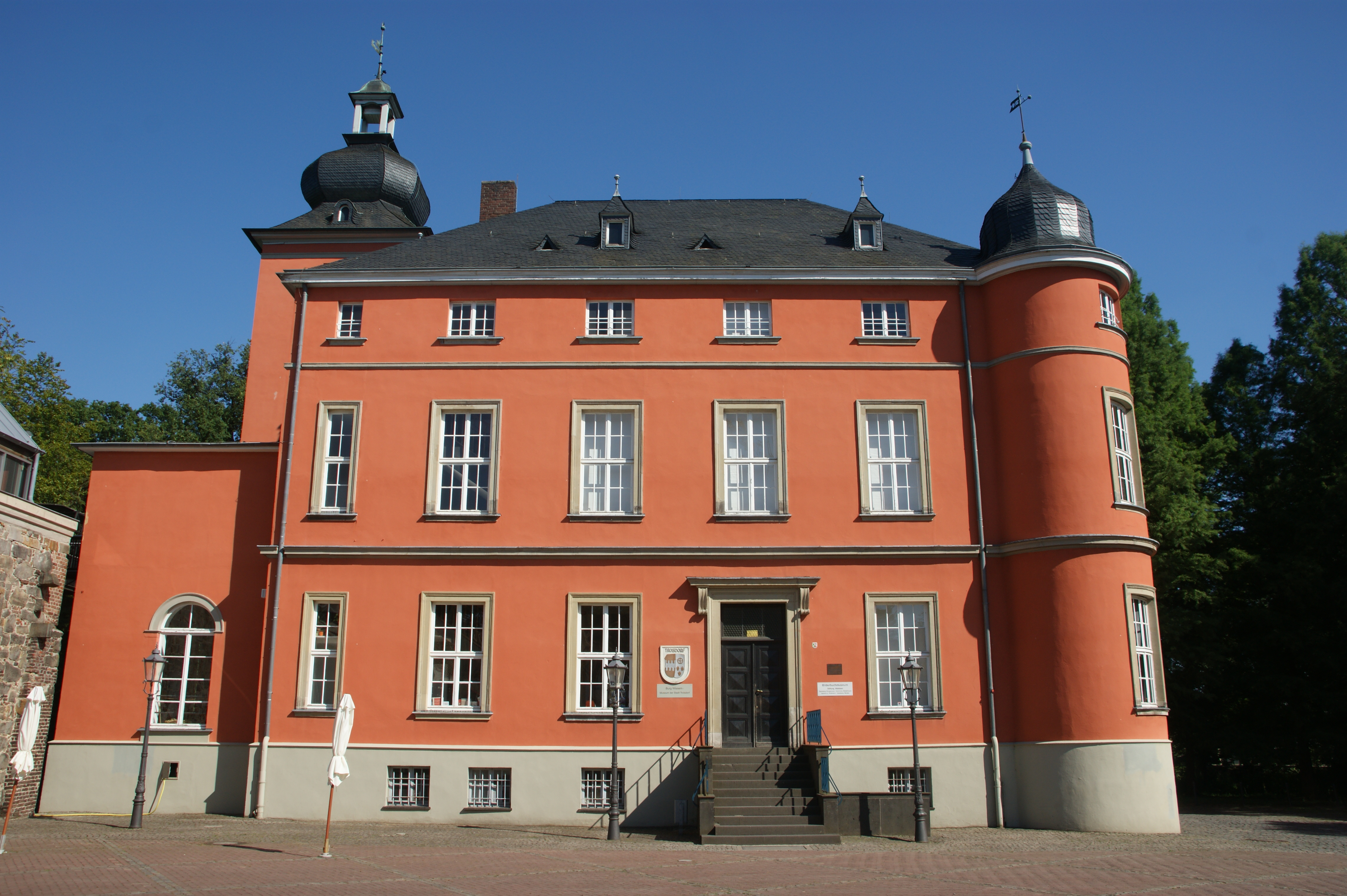
Burg Wissem, 1833–1939 im Besitz der Familie

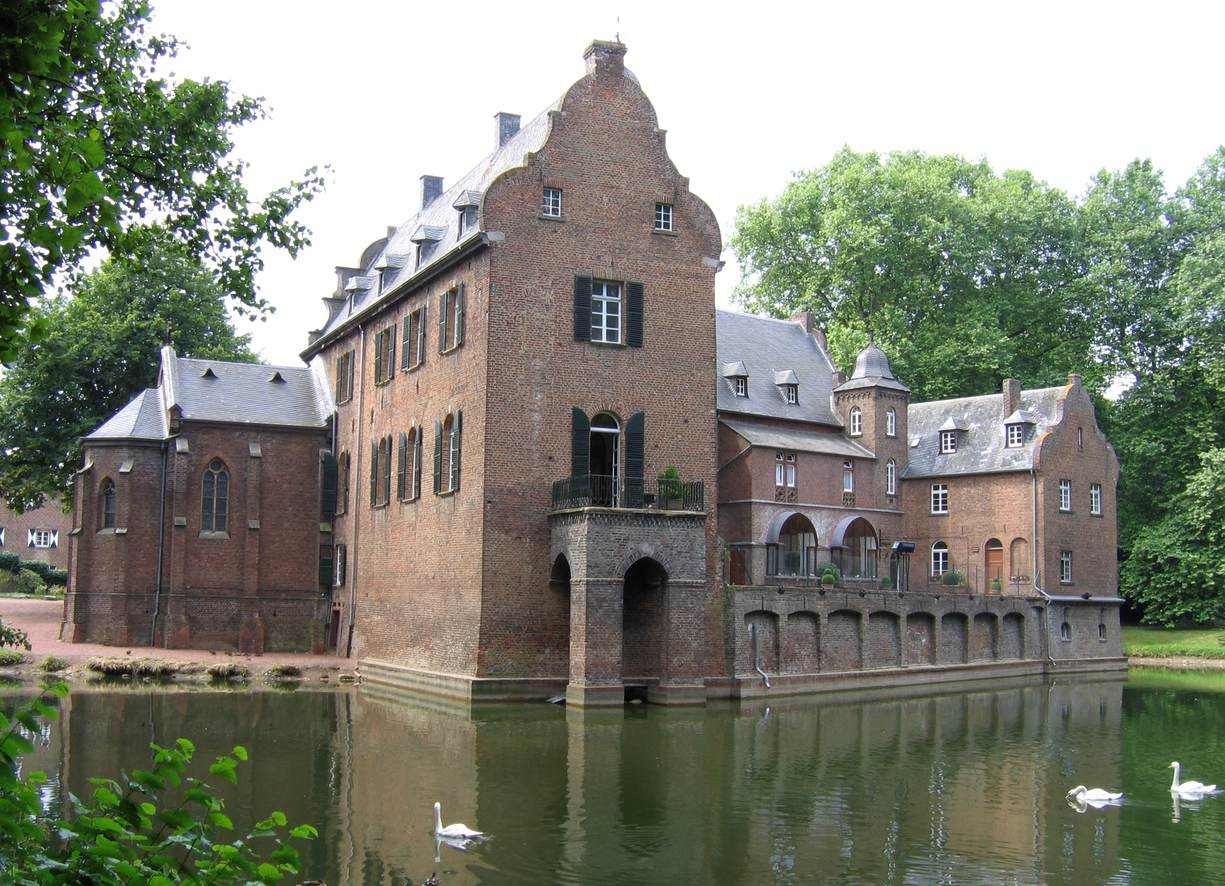
Burg Bergerhausen 1894–1984 in Familienbesitz

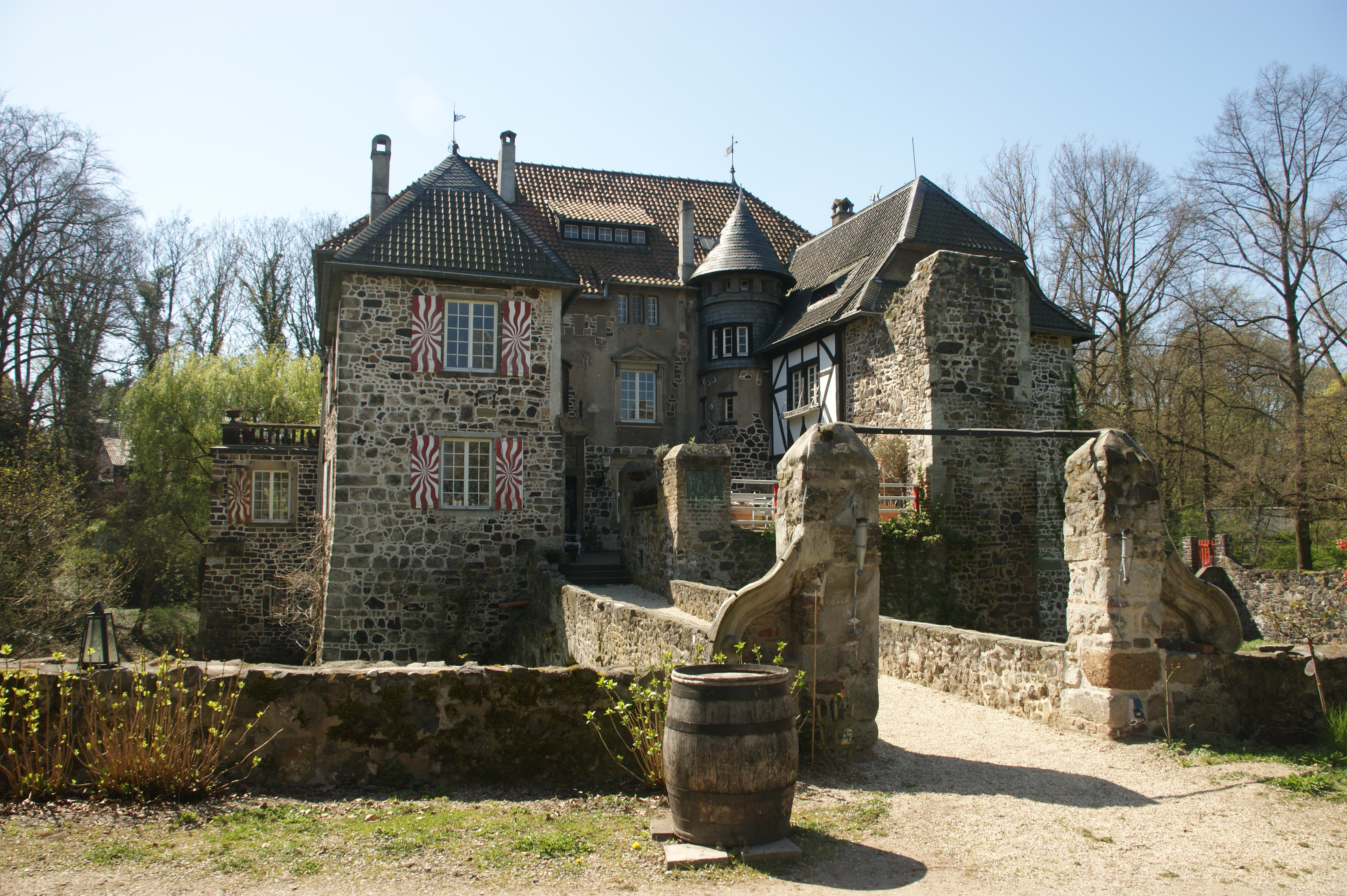
Burg Lede, 1987–2017 im Besitz der Freiherren von Loë

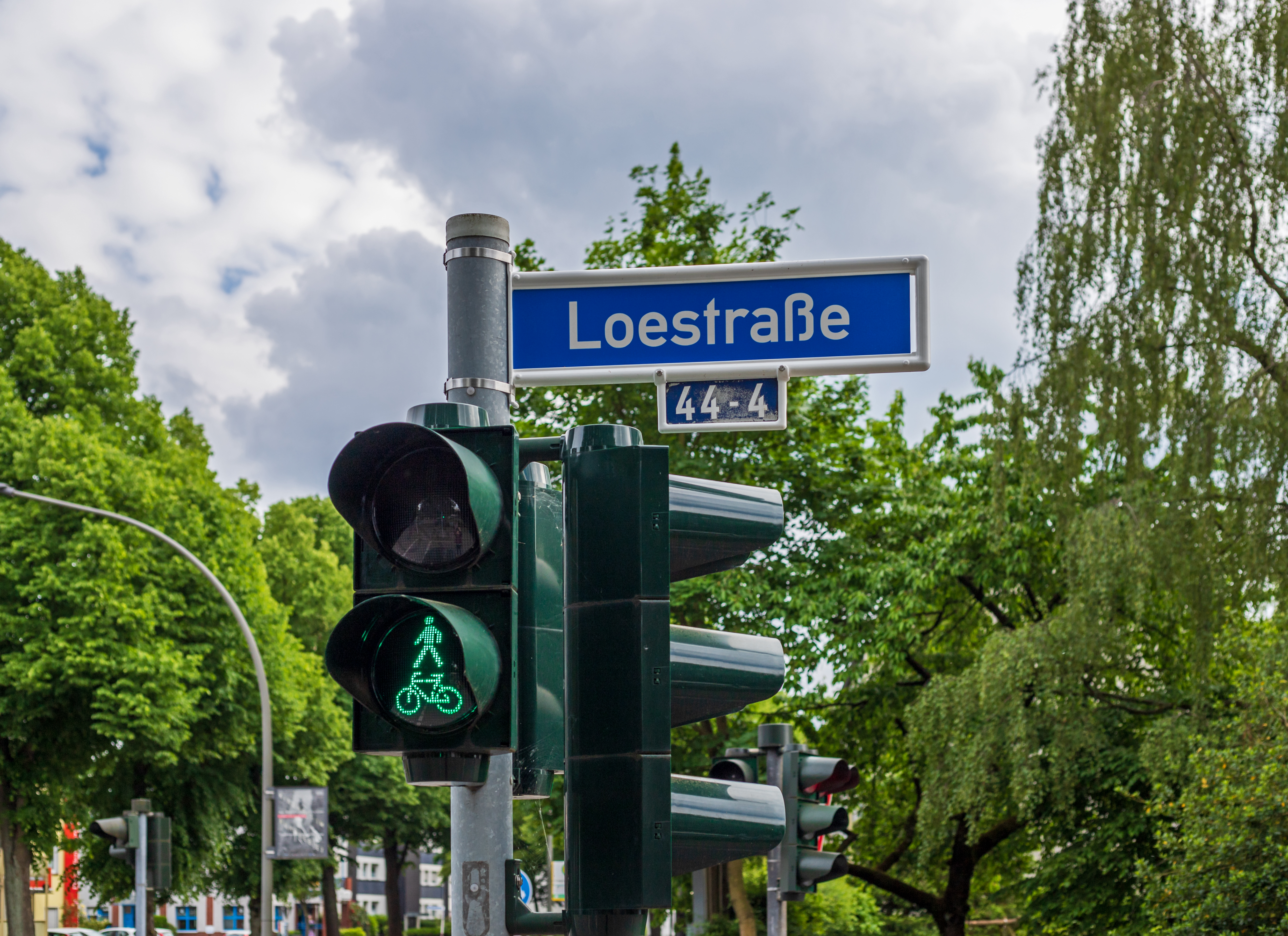
In Marl erinnert vieles an das Adelsgeschlecht, u. a. die Loestraße

### Herkunft
Das Geschlecht ist wahrscheinlich stammesverwandt mit den Crampe, die mit dem Ritter Bernhard Crampe im Jahre 1256 erstmals in Urkunden genannt werden. 1299 erscheinen Bernardudus miles dictus Crampe de Sickenbeke (zu Deutsch etwa: Ritter Bernhard genannt Crampe von Sickenbeck | Haus Sickenbeck bei Marl) et Weszelus suus frater dictus Crampe (zu Deutsch etwa: und Wessel sein Bruder genannt Crampe) urkundlich. Sie führten das gleiche Wappen wie die Loë.
Nach Kneschke gehörten auch der bereits im Jahre 1180 genannte Walter von Loë und der 1200 erscheinende Gerhard von Loë zur Familie. Letzterer soll als Zeuge bei einem Vergleich des Herzogs Heinrich von Lothringen mit den Grafen von Geldern aufgetreten sein. Die gesicherte Stammreihe beginnt mit dem von 1359 bis 1378 urkundlich erscheinenden Knappen Wessel vamme Loe.
Namensgebender Stammsitz war das Haus Loe bei Marl, das Belia van den Loe von ihrem Vater, dem Ritter Godecke erbte. Er erscheint 1275 urkundlich und war Kämmerer der Abtei Werden. Haus Loe war eines der landtagsfähigen Rittergüter des Vestes Recklinghausen.

### Ausbreitung und Linien
Die Linie zu Loe erlosch im 15. Jahrhundert. Auch die Zweige zu Dornenberg, Holte, Knippenberg, Steinhaus, Funderen und Overdeick konnten nicht bis in die neuere Zeit gelangen. Johann van den Loe erwarb 1461 für 9450 Gulden Schloss Wissen im Herzogtum Kleve käuflich. Seit dieser Zeit war Schloss Wissen der Stammsitz der Familie und wurde durch den Herzog von Kleve in den Rang einer eigenen Herrschaft mit eigener Gerichtsbarkeit erhoben.
Der Nachkomme des Stammvaters Wessels von Loë in der siebenten Generation, Wessel III., Herr zu Loë, Wilre und Konradsheim mit Burg Konradsheim wurde klevischer Kammerpräsident. Er heiratete Sophia von Haes, die Erbtochter zu Konradsheim. Ihr gemeinsamer Sohn Degenhard Bertram Freiherr von Loë, Herr zu Wissen und kurbrandenburgischer Kammerherr, war mit Anna Franziska Freiin von Nesselrode zu Ehreshofen verheiratet. Das Paar hatte 13 Kinder, von denen einige Söhne in den geistlichen Stand traten. Den Stamm setzte Philipp Christoph Freiherr von Loë fort, der auch als alleiniger Erbe der Güter unter anderem zu Wissen, Konradsheim, Mheer, Obel und Imsterath eingesetzt wurde. Er war pfälzisch neuburger Geheimrat und schwor 1691 bei der klevischen Ritterschaft auf. Von seiner Tante Christina van Imstenraedt geb. von Loë, erbte er das Imstenraedt'sche Schloss Mheer in Eijsden-Margraten in der niederländischen Provinz Limburg, das bis heute im Besitz einer Linie der Familie verblieb, ab 1841 ergänzt um das Kasteel Terworm.
Philipp Christophs Urenkel Gerhard Anton Edmund Asverus Freiherr von Loë (* 1749), Herr zu Wissen, Puffendorf, Ratheim, Buschfeld und Waldorf, zunächst königlich preußischer Major, wurde 1804 kaiserlich französischer Staatsrat, Ritter der Ehrenlegion und 1808 in den französischen Grafenstand erhoben. Dessen Sohn Friedrich Carl von Loë († 1849) nannte sich nur (bis 1840) Freiherr, da sein Vater kein Majorat gestiftet hatte.
Aus der freiherrlichen Linie kam Maximilian von Loë (* 1801; † 1850). Er war 1835 einer der Mitbegründer der Genossenschaft des Rheinischen Ritterbürtigen Adels (Rheinische Ritterschaft), von 1837 bis 1845 Mitglied des Provinziallandtages und ab 1837 Landrat des Siegkreises. Sein Sohn aus der Ehe mit Helene Gräfin von Hatzfeld zu Trachenberg, der Eigentümerin von Schloss Allner, Friedrich Karl Walther Degenhard von Loë (1828–1908), war einer der bedeutendsten Vertreter des Geschlechts. Ab 1863 Militärattaché in Paris, nahm er 1870 als Oberst am Deutsch-Französischen Krieg teil. 1880 wurde er Generaladjutant des preußischen Königs und deutschen Kaisers und 1884 zum kommandierenden General des VIII. Armee-Korps befördert. Er starb 1908 als preußischer Generalfeldmarschall, einer der wenigen Katholiken, die diesen höchsten Dienstgrad in Preußen erreichten.

### Standeserhebungen
Degenhard Bertram von Loë auf Wissen wurde am 20. Oktober 1629 zu Wien zusammen mit seinen Geschwistern, Anna Elisabeth, Sophie Dorothea, Ottilia Sibylla, Johanna Catharina, Christina Sophia und Agnes Maria von Loë, in den Reichsfreiherrenstand mit einer Wappenbesserung erhoben. Am 31. August 1630 erhielten die Geschwister eine kaiserliche Genehmigung zur Vereinigung des Wappens mit dem ihrer 1626 verstorbenen Mutter Sophie von Haes aus dem Haus Conradsheim. Degenhard Bertram Freiherr von Loë auf Wissen, kurfürstlich brandenburgischer Kammerherr, erhielt am 15. Oktober 1661 zu Kleve eine kurfürstlich brandenburgische Bestätigung des Freiherrenstandes.
Seine Söhne Phillipp Christoph auf Wissen und Mheer, Bertram Wessel, Ritter des Deutschen Ordens und Komtur zu Gemert, Carl Gottfried, Ritter des Deutschen Ordens und Komtur zu Koblenz, Johann Adolf, Domkapitular zu Trier und Hildesheim und Wilhelm Arnold Freiherr von Loë, Domkapitular zu Lüttich wurden am 3. Juli 1707 in den Reichsgrafenstand erhoben und es erfolgte eine Wappenvereinigung mit den erloschenen Adelsgeschlechtern von Imstenrath und von Mheer. Ein Diplom wurde nicht ausgefertigt.
Am 6. September 1740 zu Wien erhielt Friedrich Christian Freiherr von Loë aus dem Haus Wissen, späterer kurfürstlich pfälzer Generalleutnant und Gouverneur von Düsseldorf, eine kaiserliche Genehmigung zur Namens- und Wappenvereinigung mit denen der ausgestorbenen Freiherren von Winkelhausen.
Edmund Freiherr von Loë, Senator des französischen Kaiserreichs, erhielt am 15. Juni 1808 den Titel eines comte de l’Empire der Noblesse impériale in primogenitur.
Im Königreich Bayern wurde Ludwig Adam Freiherr von Loë aus dem Haus Wissen, königlich bayerischer Kämmerer, bei der Freiherrenklasse der Adelsmatrikel eingetragen.
Am 15. Oktober 1840 zu Berlin wurde Friedrich Freiherr von Loë auf Wissen in den preußischen Grafenstand (Diplom ausgestellt am 12. Dezember 1859 zu Berlin) erhoben. Der Titel wurde in primogenitur aus je adliger Ehe verliehen und war an den Besitz von Wissen und Alten-Vehlar im Kreis Geldern geknüpft. Sein jüngerer Sohn Felix Freiherr von Loë (* 1825; † 1896) auf Terporten bei Goch, königlich preußischer Landrat außer Dienst, erhielt am 5. Juni 1877 den Titel eines comes romanus in primogenitur.
Eine Aufnahme in den belgischen Adel als Baron de Loë erfolgte am 29. August 1885 für Alfred Freiherr von Loë, den späteren Konservator der königlich belgischen Museen für Kunst und Geschichte.

## Wappen
- Blasonierung des Stammwappens: In Silber ein hufeisenförmiges, unten mit je sechs Widerhaken versehenes, schwarzes Fasseisen (Crampe). Auf dem Helm mit schwarz-silbernen Helmdecken drei Paar geschränkte Straußenfedern, je eine schwarze und eine silberne, auf jedem Paar das Fasseisen.[9]
- Blasonierung des Grafenwappens von 1840/1859: In Silber das Fasseisen. Auf dem Schild eine Grafenkrone. Auf dem schwarz-silbern bewulsteten Helm mit schwarz-silbernen Decken drei Paar geschränkte Straußenfedern, je eine schwarze und eine silberne, auf jedem Paar das Fasseisen.[9]
- Blasonierung des Grafenwappens von 1808 für Gerhard Anton Edmund Affnereus Freiherr von Loe-Imstenrath: Geviert. In Feld 1 das Zeichen des Senats, in Blau ein aus der Teilungslinie hervorgehender goldener Stab, der in einem eiförmigen Knauf endet; um denselben windet sich eine goldene Schlange; Feld 2 das Fasseinen; Feld 3 in Rot eine Einlassung von acht silbernen Austernschalen, in der Mitte eine ein goldener Zettel (Schildchen); Feld 4 in Rot drei goldenen Kannen.[9]
- Blasonierung des Wappens der Grafen von Loe genannt Winkelhausen (1740): Geviert mit einem Herzschild, darin das Fasseisen. Felder 1 und 4 und Silber ein schrägrechtsgelegtes Teerkranzeisen; Felder 2 und 3 in Rot ein aufspringender silberner Hase. Auf dem Schild eine Grafenkrone. Drei gekrönte Helme: I. mit schwarz-silbernen Decken ein Schildchen mit dem Teerkranzeisen zwischen einem schwarz-silbernen Flug; II. mit schwarz-silbernen Decken die Straußenfedern nd Fasseisen des Grafenwappens; III. mit rot-goldenen Decken ein wachsender Hase. Als Schildhalter goldene Greife.[9]

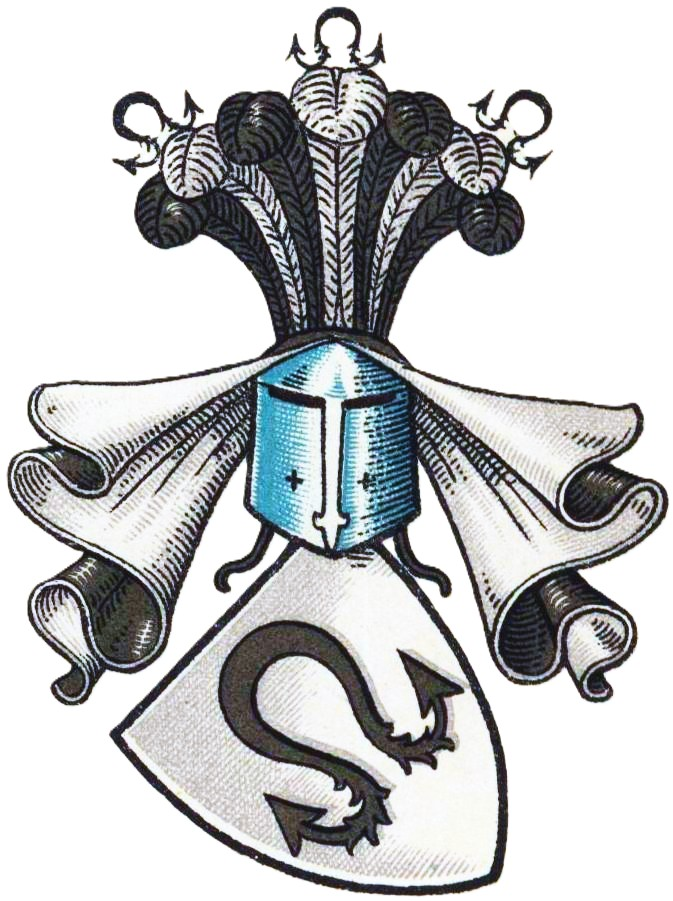
Stammwappen derer von Loë im Wappenbuch des Westfälischen Adels
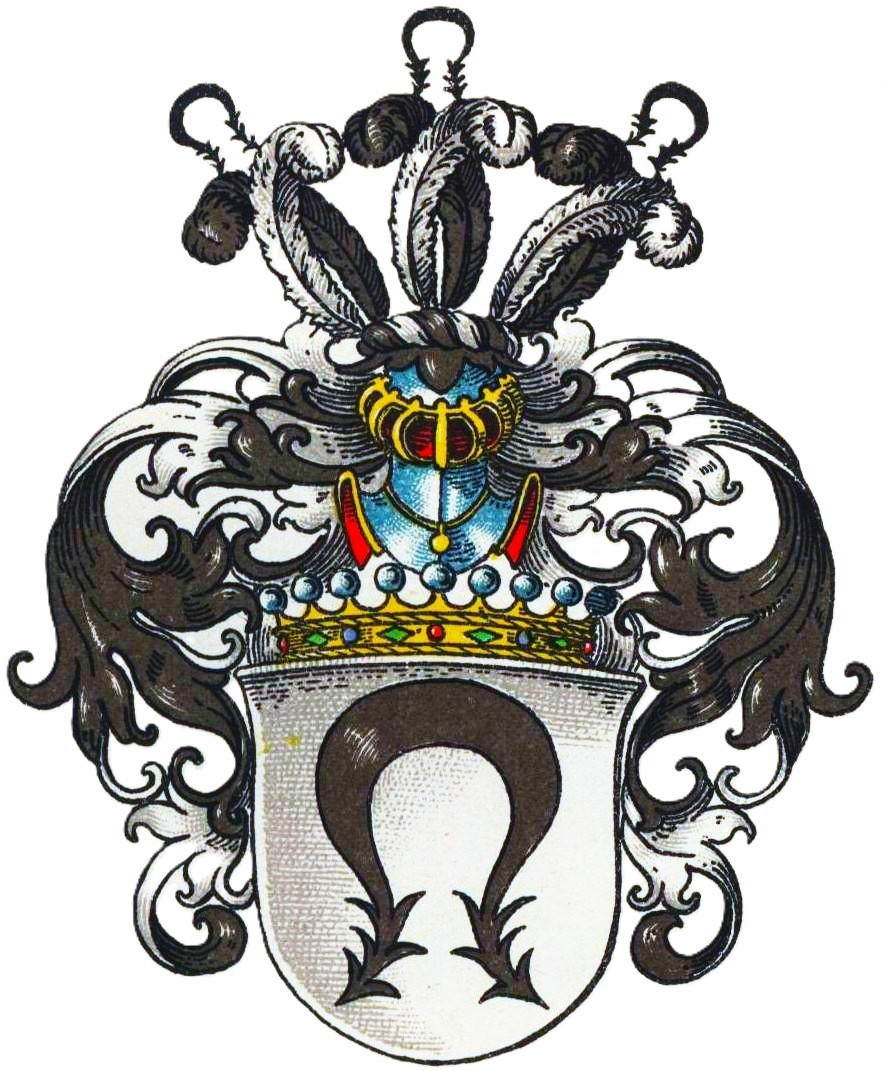
Wappen der Grafen von Loë im Wappenbuch des Westfälischen Adels
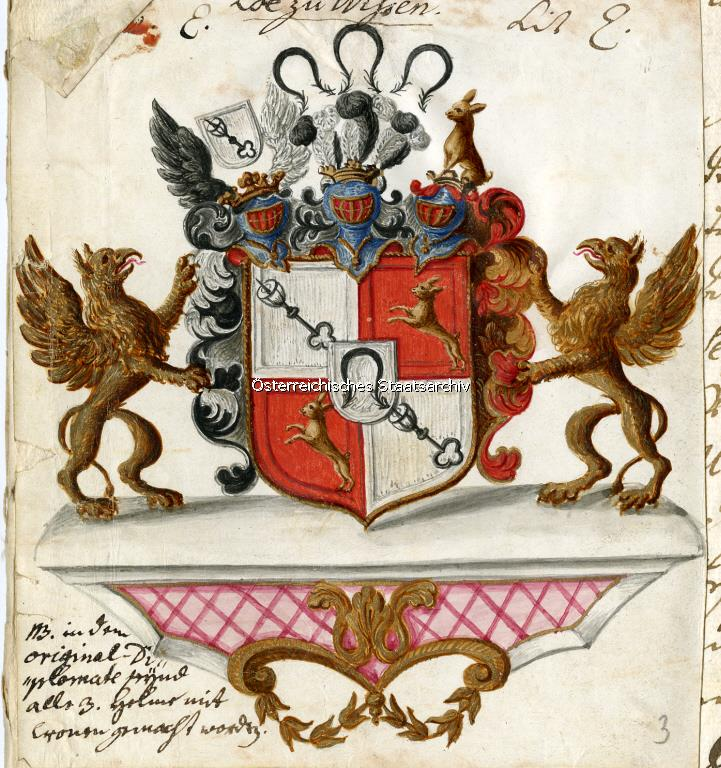
Wappen der Grafen von Loë genannt Winkelhausen (1740)

Die Crampe als Familienwappen ist bis heute Teil des Stadtwappens von Marl, wo das Haus Loë früher seinen Stammsitz hatte.

## Namensträger
- Clemens von Loë (1809–1883), Rittergutsbesitzer und preußischer Landrat
- Edmund von Loë (1749–1813), Rittergutsbesitzer und französischer Senator
- Eugen von Loë (1839–1911), preußischer Landrat und geheimer Regierungsrat
- Felix von Loë (1825–1896), preußischer Landrat und Mitglied des preußischen Abgeordnetenhauses, Gründer des Rheinischen Bauernvereins
- Friedrich Carl von Loe (1786–1838), deutscher Mediziner
- Friedrich von Loë (1787–1849), rheinischer Adliger und Politiker
- Friedrich Leopold von Loë (1861–1899), deutscher Fideikommissbesitzer und Mitglied des Deutschen Reichstag
- Maximilian von Loë (1801–1850), preußischer Landrat und Mitglied des Provinziallandtages
- Maximilian August von Loë (1817–1879), Gutsbesitzer und Mitglied des Reichstags des Norddeutschen Bundes
- Otto von Loë (1835–1892), Jurist und Mitglied des Reichstags (Zentrumspartei)
- Walter von Loë (1828–1908), preußischer Generalfeldmarschall und Generaladjutant